# Mlynky
Mlynky (in ungherese Hollópatak) è un comune della Slovacchia facente parte del distretto di Spišská Nová Ves, nella regione di Košice.